# Giovanni Cadolini
Giovanni Cadolini (Cremona, 24 ottobre 1830 – Roma, 8 giugno 1917) è stato un patriota e politico italiano.

## Biografia

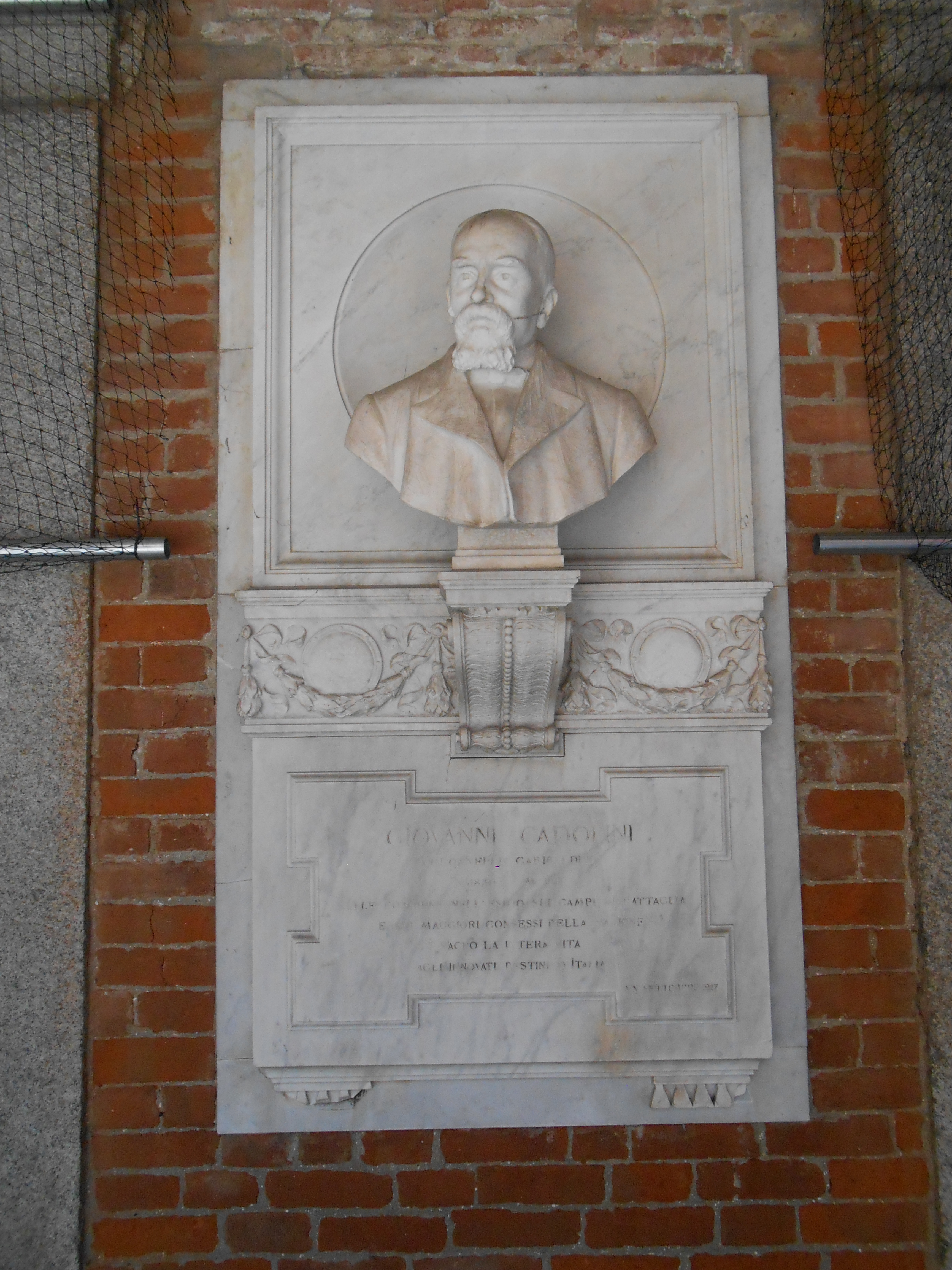
lapide con busto nel palazzo comunale di Cremona

A soli 17 anni d'età abbandono la famiglia per seguire i suoi ideali rivoluzionari. Nel 1848 si arruolò nei Corpi Volontari Lombardi e combatté nella colonna cremonese di Gaetano Tibaldi in Trentino; nel 1849 fu dapprima nella Guardia civica di Firenze che contribuì ad abbattere il Granducato di Toscana e poi a Roma con Giacomo Medici. Qui, si comportò valorosamente nella disperata difesa del Vascello e del bastione del Casino Barberini ove cadde ferito ad un braccio.
Ritornato nella nativa Cremona, proseguì gli studi che perfezionò poi alle università di Pavia e Genova  laureandosi in Ingegneria. Nel 1852 per il suo attivismo politico fu arrestato dalla polizia austriaca, ma, riuscito a fuggire, riparò a Genova, dove continuò a cospirare contro l'Austria.
Nel 1859, come sottotenente nel reggimento di Giacomo Medici, combatté nei Cacciatori delle Alpi, distinguendosi nello scontro di San Fermo. Nel 1860 partecipò alla campagna meridionale sempre con la spedizione Medici, guadagnandosi i gradi di capitano e poi di maggiore dopo la battaglia del Volturno e l'assedio di Capua.
Nel 1862 fu alla giornata dell'Aspromonte al seguito di Giuseppe Garibaldi.
Nel 1866, come tenente colonnello, fu posto al comando del 4º reggimento del Corpo Volontari Italiani e spedito da Garibaldi alla difesa della Val Camonica minacciata dagli austriaci. Fu decorato della croce di ufficiale dell'Ordine militare di Savoia “per la lodevole condotta con la quale ha retto il reggimento affidato al suo comando, per l'ordine osservato nella difficile marcia attraverso la Val Camonica e le disposizioni prese per occupare il passo della Croce Domini pella quale gli austriaci discendendo da Campolaro ed Astrio tentavano tagliare la ritirata al corpo operante in Vezza”.
A guerra finita Cadolini fu aspramente criticato, tra l'altro anche da Garibaldi, per la condotta della sua truppa che dopo la sconfitta nella battaglia di Vezza d'Oglio rimase inoperosa al Lago di Campo senza che i "fucilieri rossi" vedessero mai il nemico.
Nel 1867 operò a Roma nell'imminenza dell'invasione garibaldina ma, deluso dall'incertezza dei romani, non volle in seguito unirsi alle camicie rosse che invasero lo Stato del Papa dall'esterno.
Chiusa la sua parentesi militare, Cadolini si gettò nella vita politica: fu deputato per 9 legislature, ministro delle Finanze nel 1892 e senatore dal 1902. Morì a Roma nel 1917.

## Scritti
Diverse le pubblicazioni, tra queste:
- Memorie del Risorgimento dal 1848 al 1862, Milano 1911.
- Garibaldi e l'arte della guerra, Roma 1902.
- Il quarto reggimento dei Volontari ed il Corpo di Operazioni in Valcamonica nella Campagna del 1866, tipografia del Diritto, Firenze 1867.